# セルヒオ・アリバス・カルボ
- セルヒオ・アリーバス

セルヒオ・アリバス・カルボ（Sergio Arribas Calvo、2001年9月30日 - ）は、スペイン・マドリード出身のサッカー選手。ポジションはミッドフィールダー。UDアルメリア所属。

## クラブ経歴
マドリードに生まれ、CDEベニート・ペレス・ガルドースとCDレガネスの下部組織を経て2012年にレアル・マドリードのカンテラに加入した。2020年9月、UEFAユースリーグ優勝をきっかけにレアル・マドリード・カスティージャに昇格した。
2020年9月20日、プリメーラ・ディビシオンのレアル・ソシエダ戦にて、ヴィニシウス・ジュニオールとの交代でトップチームデビューを果たした。12月9日にはボルシアMG戦に途中出場したことでUEFAチャンピオンズリーグデビューを飾った。2023年2月に開催されたFIFAクラブワールドカップ2022の召集メンバーにも入り、決勝戦のアル・ヒラル戦でゴールを挙げ、トップチーム初得点を記録した。
2023年8月9日、プリメーラ・ディビシオンのUDアルメリアへの移籍が発表された。契約期間は6年間で、移籍金は600万ユーロ（当時のレートで約9億4000万）だが、これは保有権の50％に対してであり、引き続きレアル・マドリードも保有権を所有することから、事実上の共同保有という形になっている。8月19日、古巣のレアル・マドリード戦で前半3分に先制ゴールを挙げた。

## タイトル
レアル・マドリード
- FIFAクラブワールドカップ : 1回（2022）
- UEFAユースリーグ : 1回 (2019-20)[3]